# Mesquita
Mesquita város Brazíliában, Rio de Janeiro államban. Lakosainak száma 167 127 fő (2022). Mesquita Belford Roxo, Nilópolis, Nova Iguaçu, Rio de Janeiro és São João de Meriti községekkel határos.

## Népesség
A település népességének változása:
| Lakosok száma | 168 376 | 177 016 | 167 127 |
|               | 2010    | 2021    | 2022    |